# Vestmanna (gmina)
Vestmanna (far. Vestmanna kommuna) – gmina na archipelagu Wysp Owczych, duńskim terytorium zależnym na Oceanie Atlantyckim. Sąsiaduje z trzema innymi jednostkami: Kvívíkar, Sunda oraz Tórshavnar kommuna. Siedzibą jej władz jest Vestmanna.
Gmina położona jest w północnej części zachodniego wybrzeża wyspy Streymoy, nad cieśniną Vestmannasund. Jej powierzchnie wynosi 51,5 km².
Populacja Vestmanna kommuna, według danych z 1 stycznia 2014 roku wynosi 1 201 osób.

## Historia
Gminę założono w roku 1892, kiedy jako pierwsza odłączyła się z istniejącej od 1872 Norðstreymoyar Prestagjalds kommuna. Od tamtego czasu jej granice nie uległy zmianie.

## Populacja
Gminę Vestmanna zamieszkuje 1 201 osób. Współczynnik feminizacji wynosi tam ponad 98 (na 595 kobiet przypada 606 mężczyzn). Ludzie młodsi niż 20 lat stanowią około 28% populacji gminy, natomiast osoby starsze niż lat 60 około 26,5%. Największą grupą w przedziałach dziesięcioletnich są osoby w wieku 0-9 lat (14,24%), drugą zaś ludzie między 10 a 19 rokiem życia (13,57%).
Dane dotyczące populacji gminy Vestmanna zbierane są sukcesywnie od 1960 roku. Liczba mieszkańców wynosiła wówczas 1 174 i wzrastała (1 186 w 1966, 1 249 w 1977, 1 297 w 1983) do roku 1985, kiedy żyło tam 1 304 osoby. Następnie zaczęła maleć, szczególnie w latach 90. (z 1 284 w 1990 do 1 152 w 1995), co miało związek z kryzysem gospodarczym panującym wówczas na Wyspach Owczych. Po tym okresie nastąpił krótkotrwały wzrost do 1 241 ludzi w 2005 roku, następnie spadek (1 192 w 2010), a obecnie ponownie obserwowany jest przyrost populacji gminy.

## Polityka
Burmistrzem gminy Vestmanna jest Pauli T. Petersen, wybrany z listy Partii Ludowej. Prócz niego w radzie zasiada sześć osób. Ostatnie wybory samorządowe na Wyspach Owczych odbyły się w 2012 roku, a ich wyniki dla Vestmanna kommuna przedstawiały się następująco:
| Lista | Nazwa partii                   | Głosy | Procent | Mandaty | Mandaty |
| ----- | ------------------------------ | ----- | ------- | ------- | ------- |
| A     | Partia Ludowa (Fólkaflokkurin) | 677   | 100     | 7       | +5      |
|       | Suma                           | 688   | 100     | 7       | 0       |

| Lista A        | Lista A             | Lista A        |
| Fólkaflokkurin | Fólkaflokkurin      | Fólkaflokkurin |
| Nr             | Kandydat            | Głosy          |
| -------------- | ------------------- | -------------- |
| 1.             | Øssur Christiansen  | 39             |
| 2.             | Pauli T. Petersen   | 140            |
| 3.             | Malan Stórá         | 64             |
| 4.             | Karl A. Olsen       | 126            |
| 5.             | Jógvan Emil Nielsen | 35             |
| 6.             | John Zachariassen   | 56             |
| 7.             | Hilbert Elisson     | 71             |
| 8.             | Herit Magnussen     | 63             |
| 9.             | Durita á Heygum     | 66             |
| 10.            | Andrea J. Nielsen   | 17             |
|                | Lista               | 0              |

Frekwencja wyniosła 77,11% (z 878 uprawnionych zagłosowało 688 osób). Oddano dwie karty wypełnione błędnie oraz dziewięć pustych. W poprzednich wyborach prócz Partii Ludowej startowała Partia Unii, która zdobyła wówczas pięć miejsc w radzie gminy, jednak w 2012 roku nie utworzyła ona listy w gminie Vestmanna.

## Miejscowości wchodzące w skład gminy Vestmanna
| Miejscowość | Liczba mieszkańców (01.01.2014) | Krótki opis | Zdjęcie               |
| ----------- | ------------------------------- | --- | --------------------- |
| Vestmanna   | 1 201                           | Jedyna miejscowość w gminie i siedziba jej władz. Na początku XVII wieku często atakowana przez piratów, co spowodowało wysłanie w 1615 roku statków wojennych przez Danię. W walce zginęło 82 irlandzkich piratów, a ich ośmiu dowódców powieszono. Znajduje się tam fabryka filetów, a także produkowane są tam niewielkie domy. Od 1953 roku działa tam elektrownia wodna, zaopatrująca znaczną część Wysp Owczych w energię elektryczną. 15 grudnia 1895 roku zakończono budowę tamtejszego kościoła, który znajduje się w miejscowości do dziś. | Przystań w Vestmanna. |